# Mistrovství Jižní Ameriky ve fotbale 1929
Mistrovství Jižní Ameriky ve fotbale 1929 bylo 12. mistrovství pořádané fotbalovou asociací CONMEBOL. Vítězem se stala Argentinská fotbalová reprezentace, která tak obhájila titul z minulého ročníku.

## Tabulka
| Tým       | Z | V | R | P | VG | IG | +/- | B |
| --------- | - | - | - | - | -- | -- | --- | - |
| Argentina | 3 | 3 | 0 | 0 | 9  | 1  | +8  | 6 |
| Paraguay  | 3 | 2 | 0 | 1 | 9  | 4  | +5  | 4 |
| Uruguay   | 3 | 1 | 0 | 2 | 4  | 6  | -2  | 2 |
| Peru      | 3 | 0 | 0 | 3 | 1  | 12 | -11 | 0 |

- Týmy  Brazílie,  Bolívie a  Chile se vzdaly účasti.

## Zápasy
| 1. listopadu 1929 |     |                                |                                                     |
| Uruguay           | 0:3 | Paraguay                       | Estadio Alvear y Tagle, Buenos Aires diváci: 40 000 |
|                   |     | González 16' 86' Domínguez 55' | Estadio Alvear y Tagle, Buenos Aires diváci: 40 000 |

| 3. listopadu 1929           |     |      |                                                |
| Argentina                   | 3:0 | Peru | Estadio Gasómetro, Buenos Aires diváci: 20 000 |
| Peucelle 6' Zumelzú 38' 58' |     |      | Estadio Gasómetro, Buenos Aires diváci: 20 000 |

| 10. listopadu 1929                         |     |               |                                                |
| Argentina                                  | 4:1 | Paraguay      | Estadio Gasómetro, Buenos Aires diváci: 20 000 |
| M. Evaristo 7' Ferreira 24' 48' Cherro 50' |     | Domínguez 56' | Estadio Gasómetro, Buenos Aires diváci: 20 000 |

| 11. listopadu 1929 |     |                                   |                                                     |
| Peru               | 1:4 | Uruguay                           | Estadio Alvear y Tagle, Buenos Aires diváci: 22 000 |
| Lizarbe 81'        |     | Fernández 21' 29' 43' Andrade 69' | Estadio Alvear y Tagle, Buenos Aires diváci: 22 000 |

| 16. listopadu 1929                           |     |      |                                                 |
| Paraguay                                     | 5:0 | Peru | Independiente Stadium, Avellaneda diváci: 8 000 |
| Nessi 10' González 55' 63' 69' Domínguez 82' |     |      | Independiente Stadium, Avellaneda diváci: 8 000 |

| 17. listopadu 1929           |     |         |                                                |
| Argentina                    | 2:0 | Uruguay | Estadio Gasómetro, Buenos Aires diváci: 60 000 |
| Ferreira 14' M. Evaristo 77' |     |         | Estadio Gasómetro, Buenos Aires diváci: 60 000 |